# Zelge Fans
Zelge Fans är fotbollslaget Assyriska FF:s officiella supporterklubb, bildad 1993. Zelge, som på assyriska betyder ”solstrålar”, syftar på klubbmärkets och den assyriska flaggans solstrålar.
Zelge Fans var en av de första supporterklubbarna i Sverige som var aktiva i bildandet av ”Svenska Supporterkommittén”. Medlemmar ur supporterklubben åkte runt i landet som representanter för Assyriska och arbetade aktivt mot läktarvåld och kravaller genom sitt samarbete med supporterpolisen och Svenska Fotbollförbundet. År 1993 hade Zelge Fans 973 betalande medlemmar. År 2020 verkar supporterföreningen vara insomnia då ingen aktivitet på hemsidan har skett sedan 2017.
Zelge Fans har särskilda utskott för bland annat tifo, souvenirer, webbplats, bortaresor, klacksammanhållning och medlemskap.